# Yamaha Tricity
Der Yamaha Tricity ist ein Dreirad-Motorroller der japanischen Yamaha Motor Company, Ltd., mit Hauptsitz in Iwata, Japan, die 1955 als Tochtergesellschaft der Yamaha Corporation gegründet wurde. Der Tricity wird in drei Modellvarianten angeboten, dem Tricity 125, dem Tricity 155 und dem Tricity 300.

## Entwicklung
Der Tricity ist Yamahas erstes Dreirad. Das Yamaha-Entwicklungsteam entwickelte ihn in Zusammenarbeit mit dem Renningenieur Kazuhisa Takano. Ziel war, einen einfach zu fahrenden Roller zu schaffen. Yamaha durfte die autoähnliche Aufhängung des Piaggio MP3 wegen Piaggios Patentrechten nicht verwenden und entschied sich für ein einfacheres Doppelgabelsystem. Dadurch rückten die beiden Vorderräder zu nahe zusammen, sodass der Tricity nicht als Dreirad zugelassen werden konnte, denn der Mindestabstand hätte 460 mm betragen müssen. So durfte der Tricity nach den allgemeinen EU-Vorschriften nicht mit einem Autoführerschein gefahren werden. Dadurch verfehlte er den Markt der Autoführerscheinbesitzer, die nach einem Motorrad suchten. 2015 wurde der Tricity wahlweise mit Antiblockiersystem geliefert. Das Modell 2016 ist baugleich mit dem Vorgänger, jedoch wurde der Hubraum des Motors auf 155 cm³ vergrößert. 2021 kam das Modell 300 auf den Markt. Es erfüllt die Dreirad-Vorschriften, hat einen stärkeren Motor und ist umfangreicher ausgestattet.

## Technik

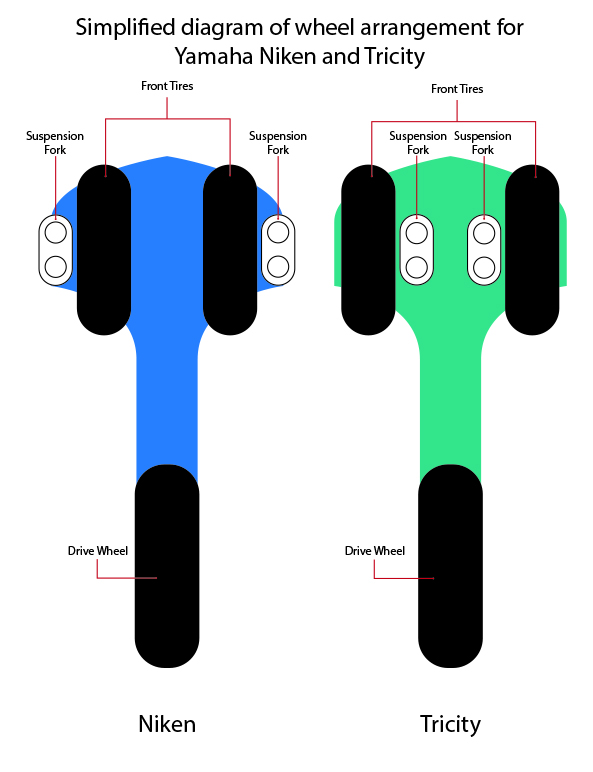
Vergleich der Vorradaufhängung zwischen Niken und Tricity

Die Inhalte beziehen sich auf das Tricity-Modell 300 (seit 2021).
Auf den ersten 5 km sollte man höchstens die halbe Nenndrehzahl fahren. So bekommt das im kalten Zustand zähere Öl Zeit, dünnflüssig zu werden. Auch die Gemischaufbereitung – also Vergaser oder Einspritzung – arbeitet erst präzise, wenn der Motor so warm geworden ist, dass kein Benzin mehr an den Kanalwänden kondensiert. Gleiches gilt für die Öle in Gabel und Federbein. Auch die Reifen müssen auf Betriebstemperatur kommen. Die Vorderreifen sind  noch zu kalt, wenn das Motorrad beispielsweise unwillig einlenkt.

### Motor
Der Einzylinder-Viertaktmotor mit 292 cm³ leistet 20,6 kW (28 PS) bei 7250 min−1. Das maximale Drehmoment beträgt 29 Nm bei 5750 min−1. Der Tricity hat ein stufenloses Getriebe. Die Höchstgeschwindigkeit beträgt 126 km/h.

### Radaufhängung
Die Yamaha-eigene Neigetechnik „Leaning Multi Wheel“ (LMW) führt die Tandem-Telegabeln der beiden Räder unabhängig voneinander. Während die hinteren Gabelholme die Führungsarbeit übernehmen, besorgen die vorderen die Dämpfung. Die Gabeln sind – wie bei diesen Konstruktionen üblich – über ein quer zur Fahrtrichtung angeordnetes Gestänge miteinander verbunden. Beim Lenken entstehen ungleich lange Hebelarme. Daraus resultiert, dass das kurveninnere Rad stärker geneigt wird. Das macht die Kurvenfahrt deutlich zielgenauer und homogener als bei anderen Dreirädern.

### Bremsen
Der Tricity ist mit einem Integral-Bremssystem ausgestattet. Wenn der Fußbremshebel niedergedrückt ist, werden die Hinterradbremse und ein Teil der Vorderradbremsen betätigt. Für eine volle Bremsleistung müssen der rechte Handbremshebel für die Vorderradbremsen und der Fußbremshebel gleichzeitig oder beide Bremshebel gleichzeitig betätigt werden. Beim Ziehen des linken Handbremshebels werden die Hinterradbremse und ein Teil der Vorderradbremse betätigt. Das Fahrzeug hat ein Antiblockiersystem (ABS).
Das Traktionskontrollsystem (TCS) sorgt dafür, dass beim Beschleunigen auf rutschigen Oberflächen, wie z. B. unbefestigten oder nassen Straßen, die Traktion erhalten bleibt. Wenn die Sensoren erkennen, dass das Hinterrad zu rutschen beginnt (unkontrolliertes Durchdrehen), greift das Traktionskontrollsystem durch Begrenzen der Motorleistung ein, bis die Traktion wiederhergestellt ist.

### Standing Assist
Der Tricity 300 hat eine als „Standing Assist“ bezeichnete Kippsperre. Das System kann an Ampeln oder Kreuzungen eingeschaltet werden, um den Roller stabil zu halten. Die Fahrzeuggeschwindigkeit muss dabei 10 km/h oder weniger oder eine Motordrehzahl unter 2000 min−1 betragen. Der Gasdrehgriff muss bei laufendem Motor vollständig geschlossen sein. Der Stehassistent schaltet sich beim Anfahren automatisch aus, wenn die Fahrzeuggeschwindigkeit über 10 km/h oder die Motordrehzahl über 2300 min−1 beträgt.
Das maximal zulässige Gewicht beträgt 411 kg, die erlaubte Zuladung für Fahrer, Beifahrer und Gepäck 172 kg.

### Elektrik
Durch Keyless Go lässt sich das Fahrzeug ohne Autoschlüssel „schlüssellos“ entriegeln und durch das bloße Betätigen des Startknopfes starten. An einem 12-V-Anschluss in einem kleinen Staufach unter dem Armaturenbrett lassen sich Geräte wie etwa Smartphones laden.
Der Seitenständer ist mit einem Schalter zur Unterbrechung der Zündung versehen, der ein Starten und Anfahren mit ausgeklapptem Seitenständer verhindert. Ein Neigungswinkelsensor schaltet den Motors bei einem Überschlag aus.

## Konkurrenz
Die Hauptkonkurrenten bei den Dreiradmotorrollern sind der Piaggio MP3, der Quadro QV3, Peugeot Metropolis 400 und der Kymco CV 3 550i.
Dreirad-Motorroller sind nicht mit einem Trike oder einem Threewheeler zu verwechseln.

### Vergleich
In den Werksangaben erfolgt kaum eine Angabe von Beschleunigungswerten oder der Höchstgeschwindigkeit, mit der Begründung, dass Dreirad-Roller in erster Linie für den Stadtverkehr konzipiert wurden. Aus Testberichten wurden folgende Werte entnommen:
| Modell                    | Peugeot Metropolis | Yamaha Tricity  | Quadro QV3        | Kymco CV3           | Piaggio MP3 530 |
| ------------------------- | ------------------ | --------------- | ----------------- | ------------------- | --------------- |
| Beschleunigung 0–100 km/h | 11,93 s            | 13,74 s         | 12,03 s           | 8,32 s              | 10,2 s          |
| Beschleunigung 0–120 km/h | 18,78 s            | 28,23 s         | 35,79 s           | 13,38 s             | 14,80 s         |
| Höchstgeschwindigkeit     | 138 km/h           | 123 km/h        | 120 km/h          | 158 km/h            | 148 km/h        |
| Leistung                  | 26,2 kW (35,6 PS)  | 20,6 kW (28 PS) | 21,2 kW (28,8 PS) | 37,5 kW (51 PS) (a) | 32 kW (43,5 PS) |

### Neuzulassungen 2022
| Modell                                                | Peugeot Metropolis | Yamaha Tricity | Kymco CV3 | Piaggio MP3 (alle) |
| ----------------------------------------------------- | ------------------ | -------------- | --------- | ------------------ |
| Zulassungszahlen Deutschland 2022 Januar bis Dezember | 606                | 518            | 122       | 1520               |
| Zulassungszahlen Frankreich 2022 Januar bis Dezember  | 1351               | 1758           | 968       | 5805 (b)           |

Die Anzahl aller Neuzulassungen in Deutschland macht nur 27 % der Neuzulassungen in Frankreich aus.

### Neuzulassungen 2023
| Modell                                                | Peugeot Metropolis | Yamaha Tricity | Kymco CV3 | Piaggio MP3 (alle) |
| ----------------------------------------------------- | ------------------ | -------------- | --------- | ------------------ |
| Zulassungszahlen Deutschland 2023 Januar bis Dezember | 347                | 300            | 249       | 1227               |
| Zulassungszahlen Frankreich 2023 Januar bis Dezember  | 976                | 1655           | 1515      | 4465               |

Verglichen mit 10.138 Neuzulassungen aller dreirädrigen Roller in Frankreich im Jahr 2022, ist 2023 ein Rückgang um 15,28 % auf 8589 zugelassene Dreiräder zu verzeichnen. Die Gründe sind vielfältig. Einerseits gab es 2022 eine ganze Reihe von Modellverbesserungen, Kymco kam neu auf den Markt. Andererseits kamen 2023 eine neue Parkgebühr für Kraftfahrzeuge in Paris, erhöhte Benzinpreise, die Inflation, schlechteres Wetter und schwierige geopolitische Rahmenbedingungen. Einzig Kymco konnte seine Verkaufszahlen gegenüber dem Vorjahr um 56,5 % steigern. In Deutschland gingen die Zulassungszahlen erheblich zurück.

### Neuzulassungen 2024
| Modell                                                | Peugeot Metropolis | Yamaha Tricity | Kymco CV3 | Piaggio MP-3 400 |
| ----------------------------------------------------- | ------------------ | -------------- | --------- | ---------------- |
| Zulassungszahlen Deutschland 2024 Januar bis Dezember | 266                | 505            | 304       | 119              |

2024 wurden in Deutschland 2342 Dreiradroller neu zugelassen, was einem Anstieg von 3,7 % entspricht.